# Wolfgang Benedek
Wolfgang Benedek (* 14. Februar 1951 in Knittelfeld, Steiermark) ist ein österreichischer Jurist und Autor.
Benedek ist Universitätsprofessor für Völkerrecht im Ruhestand. Er war von 2003 bis 2016 Leiter des Instituts für Völkerrecht und internationale Beziehungen an der Universität Graz und ist Mitbegründer des ETC Graz (Europäisches Trainings- und Forschungszentrum für Menschenrechte und Demokratie) sowie des Europäischen Trainings- und Forschungszentrums für Menschenrechte und Demokratie an der Universität Graz (UNI-ETC) und langjähriger Obmann von WUS Austria. Er gilt als Geburtshelfer der Unesco-Menschenrechtsstadt-Graz.

## Leben
Nach Studien der Rechtswissenschaften und Sozial- und Wirtschaftswissenschaften mit Schwerpunkt Volkswirtschaft übernahm Benedek 1974 eine Stelle als Vertrags- bzw. Universitätsassistent am Institut für Völkerrecht und internationale Beziehungen der Karl-Franzens-Universität Graz. 1988 habilitierte er sich an der Universität Graz bei Konrad Ginther über „Die Rechtsordnung des GATT aus völkerrechtlicher Sicht“ und erhielt die Venia für Völkerrecht und das Recht der internationalen Organisationen.
Seit 2002 ist er Universitätsprofessor am Institut für Völkerrecht, dessen Leiter er von 2003 bis 2016 war. Er unterrichtet außerdem an der Diplomatischen Akademie in Wien, und im regional-europäischen Masterprogramm für Menschenrechte und Demokratie in Sarajewo sowie an den Universitäten Venedig und Laibach.
Neben seiner Forschung zum internationalen Entwicklungs- und Wirtschaftsvölkerrecht hat Benedek zum internationalen und regionalen Menschenrechtsschutz, zum Flüchtlings- und Asylrecht sowie zum Konzept der menschlichen Sicherheit (human security) publiziert. Die Beschäftigung mit der Beziehung zwischen digitalen Räumen und den Menschenrechten bildet einen weiteren Forschungsfokus Benedeks. In diesem Zusammenhang war Benedek unter anderem an der Erstellung der Charter of Human Rights and Principles for the Internet (Version 1.1, August 2014) beteiligt. Von 2019 bis 2021 leitete er ein interdisziplinäres Forschungsprojekt zu Online Hate Speech.
Weiters tritt Benedek als Initiator und Leiter wichtiger außeruniversitärer Institutionen, mit Schwerpunktsetzung Südosteuropa auf: Als Obmann von World University Service (WUS) Austria entwickelte Benedek seit 1992 umfangreiche Hilfs- und Kooperationsaktivitäten zugunsten von Universitäten, vor allem Bosnien und Herzegowinas, Montenegros, des Kosovo und Serbiens. Mit seiner Unterstützung kam es zur Gründung einer Reihe von universitären Menschenrechtszentren in diesem Raum, die in der Folge mit Hilfe eines EU-Projektes zu einem Netzwerk von insgesamt neun Zentren verbunden wurde. Die Koordination übernahm dabei das auf seine Initiative im Jahr 2000 errichtete Europäische Trainings- und Forschungszentrum für Menschenrechte und Demokratie (ETC) in Graz, welches er bis 2010 leitete und in dessen Rahmen eine Vielzahl von Trainings- und Forschungsaktivitäten im Bereich der Menschenrechte abgewickelt werden. Für seine Tätigkeit im Bereich der Universitätskooperation mit Südosteuropa erhielt er unter anderem die Ehrenbürgerschaft der Stadt Sarajevo sowie Ehrendoktorate der Universitäten Pristina und Sarajevo.
Auch im afrikanischen Raum trug Benedek zum Aufbau institutioneller Zusammenarbeit bei und leitete internationale Bildungs- und Kooperationsprojekte. Von 1993 bis 1999 leitete er den Postgraduiertenlehrgang über „Human Rights of Women“ in Stadtschlaining und in Kampala, Uganda. Im Rahmen von APPEAR (Austrian Partnership for Higher Education and Research in Development Project) und AAPHRE (Advanced Academic Partnership on Legal and Human Rights Education) wurden Kooperationen zwischen dem Institut für Völkerrecht und Internationale Beziehungen der Rechtswissenschaftlichen Fakultät der Universität Graz, der School of Law and Federalism der Ethiopian Civil Service University und dem Menschenrechtszentrum der Addis Abeba University geknüpft.
Als Konsulent bzw. Experte war er für die Afrikanische Kommission für die Rechte des Menschen und der Völker in Banjul, Gambia, für UNITAR in New York, für das UN-Menschenrechtszentrum in Genf, für die Europäische Gemeinschaft in Brüssel, für die UNESCO in Paris und für den Europarat in Straßburg tätig. Für die EU ist er als Beobachter tätig und beurteilt die Menschenrechtslage in Beitrittländern. Als Experte begleitete er die Stadt Graz bei ihrer Erklärung zur Menschenrechtsstadt im Jahr 2001. Von der Einrichtung des Menschenrechtsbeirates der Stadt Graz im Jahr 2007 bis 2016 war er dessen Vorsitzender. 2011 gründete er die „Refugee Law Clinic“. Seit 2016 leitet er die Arbeitsgruppe Integration und Menschenrechte des Menschenrechtsbeirats.
2016 wurde Benedek mit einem Syposium und einem Festakt im Grazer Meerscheinschlössl von der Universität Graz in den Ruhestand verabschiedet.
Die OSZE setzte Benedek 2018 im Rahmen des Moskauer Mechanismus als Berichterstatter für Tschetschenien ein. In seinem Bericht stellte Benedek schwere Menschenrechtsverletzungen gegen sexuelle Minderheiten und Menschenrechtsaktivisten fest. Im September 2020 setzte die OSZE Benedek erneut als Berichterstatter ein, um den weit verbreiteten Behauptungen über eine sich verschlechternde Menschenrechtslage und möglichen Wahlfälschungen in Belarus nachzugehen. Daraufhin legte er am 5. November 2020 seinen Untersuchungsbericht dem Ständigen Rat der OSZE in Wien vor, in dem er umfangreiche Menschenrechtsverletzungen feststellte und die Wahlen für weder transparent noch fair erklärte. Schließlich formulierte er seinem Mandat entsprechend über 80 Empfehlungen, die sich vorwiegend an Belarus, aber auch die OSZE und die internationale Gemeinschaft richten. Mit der Entschließung des Bundespräsidenten Alexander Van der Bellen von 9. November 2020 wurde Benedek erneut zum Mitglied des Ständigen Schiedshofes in Den Haag ernannt.
2020 verhängte das US-Außenministerium Sanktionen gegen den Regionalpräsidenten der rusischen Teilrepublik Tschetchenien, Ramsan Kadyrow. Begründet wurden die Sanktionen mit einer OSZE-Untersuchung von Benedek, der 2018 Menschenrechtsverletzungen Kadyrows feststellte.
2022 untersuchte Benedek im Auftrag der Organisation für Sicherheit und Zusammenarbeit (OSZE) mit weiteren auf das Kriegsvölkerrecht spezialisierten Experten, ob die russische Armee in der Ukraine Kriegsverbrechen begangen hat. In einem Gastkommentar für die Tageszeitung Der Standard fasste er die Ergebnisse der Untersuchung zusammen: „Hinsichtlich der Gebiete unter russischer Kontrolle wurden auch glaubhafte Nachweise für umfangreiche und schwerwiegende Verletzungen der Menschenrechte, etwa des Rechts auf Leben, des Folterverbots sowie des Verbots unmenschlicher Behandlung gefunden. Es gab gezielte Tötungen von Zivilisten, Verschwindenlassen von Amtsträgern, Deportationen und Vergewaltigungen.“
Benedek kommentiert regelmäßig Menschenrechtsfragen in der Kleinen Zeitung („Tribüne“) und anderen Medien. Er äußerte sich wiederholt in Leserbriefen und Interviews kritisch zur restriktiven Flüchtlings- und Asylpolitik europäischer Staaten. Er ist verheiratet und Vater zweier Kinder.

## Kontroversen
2019 forderte der Präsident der Jüdischen Gemeinde Graz, Elie Rosen, den Rücktritt Benedeks aus dem Menschenrechtsbeirat der Stadt Graz. Hintergrund war, dass einem muslimischen Integrationsverein vom zuständigen Integrationsstadtrat Kurt Hohensinner (ÖVP) die Verwendung von Räumlichkeiten untersagt wurde. Daraufhin schrieb Benedek in einem internen Mail an Kollegen im Menschenrechtsbeirat: „Hier wird ein muslimischer Integrationsverein mit der Antisemitismuskeule verfolgt. Das kann der Menschenrechtsbeirat nicht hinnehmen.“ Rosen kritisierte hier die Verwendung des Begriffs „Antisemitismuskeule“ und verlangte Benedeks Rücktritt, der diese Forderung wiederum als überzogen bezeichnete und einen Rücktritt ausschloss. Unterstützt wurde Rosen mittels Aussendung von der „Gesellschaft der Freunde der Jüdischen Gemeinde Graz“, die eine Entschuldigung Benedeks forderte. Benedek forderte von seinen Kritikern wiederum einen Verein nicht für die politische Haltung einzelner Mitglieder in Sippenhaft zu nehmen. Später entschuldigte er sich für die Wortwahl. Altbürgermeister Alfred Stingl meldete sich daraufhin ebenso zu Wort und verlangte, dass alle einen Schritt aufeinander zugehen. Unterstützung erhielt Benedek auch von der Vorsitzenden des Menschenrechtsbeirats, Angelika Vauti-Scheucher, die eine umfassende Auklärung nach rechtsstaatlichen Prinzipien der Vorwürfe gegen den Verein forderte.
2020 verweigerte Rosen die Zusammenarbeit mit einer von Benedek eingerichteten und geleiteten Arbeitsgruppe Antisemitismus, da dieser nicht das Vertrauen der Zielgruppe habe und Kontakte mit Organisationen pflege, die nicht als judenfreundlich bekannt seien. Von Benedek wurden die Vorwürfe als lächerlich zurückgewiesen. Der Forderung Rosens, Benedek aus dem Menschenrechtsbeirat zu entfernen, schlossen sich die FPÖ und die Neos an. 2021 beendete Bürgermeister Siegfried Nagl (ÖVP) die Debatte und lehnte einen Abzug Benedeks ab. Zugleich warf Benedek Rosen vor ein von Bürgermeister Nagl vorgeschlagens Gespräch zu verweigern und gemeinsam mit der FPÖ und der Kronen Zeitung eine Kampagne gegen ihn zu führen, da er das Menschenrecht auf Meinungsäußerungsfreiheit – im Einklang mit einem Urteil des EGMR – auch für Mitglieder der BDS-Bewegung für ihre Kritik an Israel vertrete. Zudem stufte er die Behauptungen Rosens als „potenziell rufschädigend“ ein und wies die ihm von Rosen zugeschriebenen Meinungen zurück.

## Ehrungen und Auszeichnungen
- Ehrendoktorat der Universität Sarajevo
- Ehrendoktorat der Universität Pristina
- Ehrenbürgerschaft der Stadt Sarajevo[34]
- Anerkennungspreis der Bruno-Kreisky-Stiftung (mit WUS Austria)[35]
- Großes Ehrenzeichen des Landes Steiermark (im Februar 2011 als Protest gegen den Beschluss eines generellen Bettelverbots in der Steiermark temporär zurückgegeben: „für die Zeit, bis der steirische Landtag oder der Verfassungsgerichtshof das generelle Bettelverbot aufhebt“; die Aufhebung des Verbots durch den öst. Verfassungsgerichtshof erfolgte im Jahr 2013)[36]
- Bürger der Stadt Graz (2015)[37]
- Humanitätspreis des Roten Kreuzes aus der Heinrich-Treichl-Stiftung (2016)[38]

## Schriften (Auswahl)
- W. Benedek: Handbuch der österreichischen GATT-Praxis. Manz-Verlag, Wien 1998, ISBN 3-214-02738-7.
- W. Benedek, O. König, Ch. Promitzer (Hrsg.): Menschenrechte in Bosnien und Herzegowina: Wissenschaft und Praxis. Böhlau, Wien 1999, ISBN 3-205-98993-7.
- W. Benedek, E. Mayambala, G. Oberleitner (Hrsg.): Human Rights of Women: International Instruments and African Experiences. ZED-Books, London 2002, ISBN 1-84277-044-6.
- W. Benedek, K. Feyter, F. Marrellaeds: Economic Globalisation and Human Rights. In: Studies on Human Rights and Democratisation. Cambridge University Press, Cambridge 2007, ISBN 978-0-521-87886-9.
- W. Benedek et al., European Yearbook on Human Rights, NWV/Intersentia 2009–2018.
- W. Benedek, K.G. Mahmoud (Hrsg.): „Der Islam in Österreich und in Europa – Die Integration und Beteiligung der Muslime und Musliminnen in der Gesellschaft“, 2011.
- W. Benedek, C. Pippan, T. K. Woldetsadik, S.A. Yimer (Hrsg.): Ethiopian and Wider African Perspectives on Human Rights and Good Governance. NWV Verlag, 2014, ISBN 978-3-7083-0992-7 (Ethiopian and Wider African Perspectives on Human Rights and Good Governance | NWV Verlag).
- W. Benedek (ed.), Understanding Human Rights – Manual on Human Rights Education (Open Access), 3rd ed. NWV 2012.
- W. Benedek (Hrsg.), Menschenrechte verstehen – Handbuch der Menschenrechtsbildung (Open Access), 3. Aufl. NWV 2017.
- W. Benedek, T. K. Woldetsadik, T. A. Abebe (Hrsg.): Implementation of International Human Rights Commitments and the Impact on Ongoing Legal Reforms in Ethiopia. Brill, 2020, ISBN 978-90-04-41594-2 (Implementation of International Human Rights Commitments and the Impact on Ongoing Legal Reforms in Ethiopia | Brill).
- W. Benedek, M. C. Kettemann (Hrsg.): Freedom of expression and the Internet (2nd edition), Council of Europe, 2020, ISBN 978-92-871-9023-9 (Freedom of expression and the internet (Updated and revised 2nd edition) (coe.int)).
- W. Benedek, Are the Tools of the Council of Europe Sufficient to Protect Human Rights, Democracy and the Rule of Law from Backsliding? in European Convention on Human Rights Law Review, Brill, 2020 (Are the Tools of the Council of Europe Sufficient to Protect Human Rights, Democracy and the Rule of Law from Backsliding? in: European Convention on Human Rights Law Review, Band 1, Ausgabe 2 (2020) (brill.com))
- W. Benedek, The EU’s engagement with human rights defenders. In: The European Union and Human Rights: Law and Policy, Oxford University Press, 2020, ISBN 978-0-19-881419-1 (The European Union and Human Rights - Jan Wouters, Manfred Nowak, Anna-Luise Chané, Nicolas Hachez - Oxford University Press (oup.com)).
- Vollständige Publikationsliste.

## Belege
1. ↑  WUS Austria |. Abgerufen am 10. Februar 2021 (englisch).
2. 1 2  Bernd Hecke, Gerald Winter-Pölsler: Das harte Match um Menschenrecht. Kleine Zeitung, 22.04.2021, S. 28.
3. ↑  Lebensläufe und Publikationslisten - Institut für Völkerrecht und Internationale Beziehungen. Abgerufen am 5. Mai 2021.
4. ↑  Mit Stimme und Stärke. Abgerufen am 5. Mai 2021.
5. ↑  ETC Graz: Wolfgang Benedek. 10. Juli 2019, archiviert vom Original (nicht mehr online verfügbar) am 10. Juli 2019; abgerufen am 10. Februar 2021.  Info: Der Archivlink wurde automatisch eingesetzt und noch nicht geprüft. Bitte prüfe Original- und Archivlink gemäß Anleitung und entferne dann diesen Hinweis.
6. ↑  Tatort Internet. Abgerufen am 11. Februar 2021.
7. ↑  IRPC Charter. In: Internet Rights and Principles Coalition. Abgerufen am 10. Februar 2021 (amerikanisches Englisch).
8. ↑  NoHate@WebStyria. Abgerufen am 10. Februar 2021.
9. ↑   Mitteilungsblatt der Universität Graz. (Memento vom 11. Juni 2012 im Internet Archive). 21. Jänner 2004. Abgerufen am 4. Februar 2011.
10. ↑  project131 - AAPLHRE. Abgerufen am 10. Februar 2021 (englisch).
11. ↑  Steirer des Tages: Stimme fürs Völkerrecht. 2. Juli 2016, abgerufen am 30. Mai 2025.
12. ↑  Neuer Vorsitz im Grazer Menschenrechtsbeirat. (Memento vom 8. August 2014 im Internet Archive). Website der Stadt Graz. Abgerufen am 4. August 2014.
13. ↑  Stadtportal der Landeshauptstadt Graz Graz-Ehrungen: Univ.-Prof. Mag. Dr. Wolfgang Benedek. Abgerufen am 30. Mai 2025.
14. ↑  Vorsitzwechsel des Menschenrechtsbeirates Graz. 23. Juni 2016, abgerufen am 30. Mai 2025.
15. ↑  Symposium und Festakt für Univ.-Prof. Dr. Wolfgang Benedek. Abgerufen am 30. Mai 2025.
16. ↑  Grazer Völkerrechtler: OSZE-Bericht bestätigt Menschenrechtsverletzungen in Tschetschenien. In: kleinezeitung.at. 21. Dezember 2018, abgerufen am 10. Februar 2021.
17. ↑  Nina Koren: Im Interview: Wolfgang Benedek: „Die Wahl in Weißrussland muss wiederholt werden“. 17. November 2020, abgerufen am 5. Mai 2021.
18. ↑  OSCE Rapporteur’s Report under the Moscow Mechanism on Alleged Human Rights Violations related to the Presidential Elections of 9 August 2020 in Belarus. Abgerufen am 10. Februar 2021 (englisch).
19. ↑  ORF at/Agenturen red: Grazer Jurist beurteilt Menschenrechtslage in Weißrussland. 13. Oktober 2020, abgerufen am 10. Februar 2021.
20. ↑  Univ.-Prof.i.R Wolfgang Benedek erneut zum Mitglied des Ständigen Schiedshofes in Den Haag ernannt. Abgerufen am 10. Februar 2021.
21. ↑  Neue US-Sanktionen gegen Ramsan Kadyrow. 20. Juli 2020, abgerufen am 30. Mai 2025.
22. ↑  https://www.osce.org/files/f/documents/f/a/515868_0.pdf
23. ↑  Kommt Putin vor Gericht? 13. April 2022, abgerufen am 30. Mai 2025 (österreichisches Deutsch).
24. ↑  Kriegsverbrechen in der Ukraine: Glaubhafte Nachweise. Abgerufen am 30. Mai 2025 (österreichisches Deutsch).
25. ↑  Rechtspopulisten haben einen engen Menschenrechtsbegriff. Abgerufen am 10. Februar 2021.
26. ↑  ASYLKOORDINATION ÖSTERREICH Asylorganisationen fordern klares Bekenntnis zum Flüchtlingsschutz de. Abgerufen am 10. Februar 2021.
27. ↑  Streit eskaliert: Präsident der jüdischen Gemeinde fordert Kopf hinter der Menschenrechtsstadt zum Rücktritt auf. 31. Juli 2019, abgerufen am 30. Mai 2025.
28. ↑  Streit um die "Antisemitismus-Keule": Nach all den Vorwürfen wird es Zeit, die Keulen wegzulegen und sich an einen Tisch zu setzen. 2. November 2019, abgerufen am 30. Mai 2025.
29. ↑  Bernd Hecke: Sorge um das Klima in Graz, Kleine Zeitung. 26.07.2019, S. 19.
30. ↑  Bernd Hecke: Aufklärung verlangt. Kleine Zeitung, 29.07.2019, S. 17-
31. ↑  Eklat: Grazer Menschenrechtsbeirat: Jüdische Gemeinde lehnt Mitglied ab. 18. Februar 2020, abgerufen am 30. Mai 2025.
32. ↑  Präsident der Grazer Kultusgemeinde: Muslimbrüder "durchwandern die Institutionen". Abgerufen am 30. Mai 2025 (österreichisches Deutsch).
33. ↑  Profil Nr. 37, 06.09.2020, S. 6–7.
34. ↑  Kurzbiographie Wolfgang Benedek (Memento vom 15. Januar 2013 im Webarchiv archive.today). Website der Universität Graz. Abgerufen am 4. Februar 2011.
35. ↑  Preisträger Bruno Kreisky Preis. Website der
Bruno Kreisky Stiftung für Verdienste um die Menschenrechte. Abgerufen am 4. Februar 2011.
36. ↑  Bettelverbot: Völkerrechtler gibt Ehrenzeichen zurück Die Presse.com vom 16. Februar 2011, abgerufen am 16. Februar 2011; vollständiger Text des Zurücklegungs-Briefes in: derstandard.at 15. Februar 2011, abgerufen am 1. März 2011.
37. ↑  Stadtportal der Landeshauptstadt Graz, Sabine Reszler: BürgerInnen der Stadt Graz - Stadtportal der Landeshauptstadt Graz. Abgerufen am 5. Mai 2021.
38. ↑  Humanitätspreis des Roten Kreuzes aus der Heinrich-Treichl-Stiftung (Memento des Originals vom 5. Oktober 2016 im Internet Archive)  Info: Der Archivlink wurde automatisch eingesetzt und noch nicht geprüft. Bitte prüfe Original- und Archivlink gemäß Anleitung und entferne dann diesen Hinweis.

| Personendaten    | Personendaten                               |
| ---------------- | ------------------------------------------- |
| NAME             | Benedek, Wolfgang                           |
| KURZBESCHREIBUNG | österreichischer Jurist und Hochschullehrer |
| GEBURTSDATUM     | 14. Februar 1951                            |
| GEBURTSORT       | Knittelfeld                                 |